# Henri Tauzin
Henri Alexis Tauzin (Parigi, 17 aprile 1879 – Lione, 11 ottobre 1918) è stato un ostacolista francese, vincitore della medaglia d'argento nei 400 metri ostacoli ai Giochi olimpici di Parigi 1900.

## Biografia
Partecipò ai Giochi olimpici di Parigi 1900 nelle gare dei 200 metri ostacoli e dei 400 metri ostacoli. Nella prima gara fu eliminato in batteria mentre nella gara dei 400 ostacoli ottenne la medaglia d'argento.
Morì di malattia a Lione nel 1918. Ottenne il titolo di Mort pour la France.

## Palmarès
| Anno | Manifestazione  | Sede   | Evento       | Risultato | Prestazione | Note                          |
| ---- | --------------- | ------ | ------------ | --------- | ----------- | ----------------------------- |
| 1900 | Giochi olimpici | Parigi | 200 metri hs | Batteria  | n/d         |                               |
| 1900 | Giochi olimpici | Parigi | 400 metri hs | Argento   | 58"3        | Miglior prestazione personale |